# Amtmannsdorf
Amtmannsdorf (bairisch Obmaschdorf) ist ein Ortsteil der Stadt Beilngries im oberbayerischen Landkreis Eichstätt.

## Lage
Das Kirchdorf liegt südlich des Altmühltales auf der Hochfläche der Südlichen Frankenalb im Naturpark Altmühltal an der von Beilngries nach Neustadt an der Donau führenden B 299.

## Geschichte
In der Flur Pfanne wurden Grabhügel der Bronze- und der Hallstattzeit gefunden.
„Anthalmesdorf“ (= Dorf des Anthelm) erscheint erstmals 1194 in einer Urkunde, und zwar als bischöflicher Besitz. Zu diesem Zeitpunkt schenkte Bischof Otto dem Schottenkloster Eichstätt Teile seines Besitzes in dem Dorf. In der Auseinandersetzung um das Hirschberger Erbe nach dem Aussterben der Grafen von Hirschberg mit Graf Gebhard VII. wurden im Gaimersheimer Urteil vom 19. Oktober 1305 die bischöflichen Rechte in „Anthalmsdorf“ bestätigt. Am 8. August 1306 wurde in einer weiteren Auseinandersetzung um das Hirschberger Erbe, geführt mit dem Nürnberger Reichslandvogt Dietgen von Chastel, das Dorfgericht dem Bischof zugesprochen. Die bischöflichen Höfe wurden als Lehengüter an verschiedene Adelige vergeben, z. B. im 16./17. Jahrhundert ein Hof an die Wildensteiner. Manche Güter wurden zu Eigengütern. Es gab im Dorf auch ein Kottingwörther und ein Gelbelseer Pfarrgut. 1486 tauschte Bischof Wilhelm Güter mit dem Kloster Rebdorf. Im Dreißigjährigen Krieg brannte mindestens ein Anwesen ab.
Ende des 18. Jahrhunderts waren zwölf Untertanen dem Kastenamt Beilngries des Oberamtes Hirschberg abgabenpflichtig, sieben dem Ritteramt Töging, das seit dem Ankauf durch Bischof Martin von Schaumberg 1584 dem Oberamt Hirschberg untergeordnet war. Das Dorf unterstand der Ehehaft Kottingwörth.
Mit der Säkularisation 1802/03 endete die Grundherrschaft des Eichstätter Bischofs in Amtmannsdorf, und der Ort kam an den Erzherzog Großherzog Ferdinand von Toskana. Ab 1806 bayerisch, gehörte das Dorf zum Gebiet des Landgerichts Beilngries, das zunächst dem Altmühlkreis zugeteilt war. 1809 wurde Amtmannsdorf mit Vogelthal und Grögling zu dem Steuerdistrikt Amtmannsdorf zusammengefasst. Ab 1810 gehörte dieser dem Oberdonaukreis an. 1811 wurden die drei Orte zur Ruralgemeinde zusammengeschlossen. Diese gehörte ab 1817 dem Regenkreis an. 1818 wurde die Gemeinde aufgelöst, und Amtmannsdorf war wieder eine eigenständige Gemeinde, die ab 1838 dem Kreis Mittelfranken zugeordnet war.
Bei der bayerischen Gebietsreform schloss sich der Ort am 1. Januar 1972 der Stadt Beilngries an. 1983 gab es in Amtmannsdorf bei 132 Einwohnern 22 landwirtschaftliche Anwesen und einen Handwerksbetrieb.
Amtmannsdorf, seit alters her eine Filiale der Urpfarrei Kottingwörth, wurde 1792 nach Errichtung der Pfarrei Paulushofen dorthin eingepfarrt. Die Kirche St. Nikolaus wurde um 1194 errichtet und 1896 grundlegend umgebaut. In der Denkmalliste ist außerdem die Marienkapelle am Wolfsbucher Weg (19. Jahrhundert) eingetragen.

## Vereine
- Krieger- und Kameradenverein Amtmannsdorf/Eglofsdorf
- Freiwillige Feuerwehr Amtmannsdorf-Eglofsdorf